# Ley Matampi
Vumi Ley Matampi Ngumbi (ur. 18 kwietnia 1984 lub 1989 w Kinszasie) – kongijski piłkarz występujący na pozycji bramkarza w TP Mazembe.
Ley Matampi profesjonalną karierę rozpoczął w AS Vita Club. Od początku 2005 roku przez sześć lat występował w DC Motema Pembe, z którym dwukrotnie został mistrzem Demokratycznej Republiki Konga (2005 i 2008) oraz trzykrotnie zdobył krajowy puchar (2006, 2009 i 2010). W 2012 roku został piłkarzem TP Mazembe, a w latach 2012–2014 trzykrotnie wygrywał z tym klubem mistrzostwo DR Konga. W kolejnych sezonach wypożyczany był do DC Motema Pembe i angolskiego Kabuscorp S.C.
W reprezentacji Demokratycznej Republiki Konga zadebiutował 11 sierpnia 2010 w przegranym 3:6 meczu z Egiptem (wszedł na boisko przy stanie 2:5). Matampi wziął udział w Mistrzostwach Narodów Afryki 2016, które Kongijczycy wygrali. Został też powołany na Puchar Narodów Afryki 2017.